# Mrozy (gmina)
Mrozy (daw. gmina Kuflew + gmina Jeruzal) – gmina miejsko-wiejska (od 1 stycznia 2014 r.) w województwie mazowieckim, w powiecie mińskim.
Gmina Mrozy ma powierzchnię 145 km² i leży na wysokości 150–180 m n.p.m. Siedziba gminy to Mrozy, miasto liczące 3 tys. mieszkańców, położone na trasie kolejowej Berlin – Moskwa, w odległości 58 km od centrum Warszawy i 38 km od Siedlec.
W latach 1975–1998 gmina położona była w województwie siedleckim.
Według danych z 30 czerwca 2004 gminę zamieszkiwało 8821 osób.

## Struktura powierzchni
Według danych z roku 2002 gmina Mrozy ma obszar 145,24 km², w tym:
- użytki rolne: 68%
- użytki leśne: 23%

Gmina stanowi 12,47% powierzchni powiatu.

## Historia
W czasach Rzeczypospolitej szlacheckiej teren gminy stanowił część ziemi czerskiej. W 1795 r. w wyniku III rozbioru Polski znalazł się pod zaborem austriackim. W dobie Księstwa Warszawskiego Mrozy wchodzące w skład ziemi kałuszyńskiej, należały do obwodu stanisławowskiego. Ożywienie gospodarcze na tym terenie rozpoczęło się od chwili budowy szosy: Warszawa – Brześć, przebiegającej przez Kałuszyn, którą ukończono w 1824 r. Po uruchomieniu w 1866 r. kolei żelaznej, przebiegającej przez Mrozy, łączącej Warszawę z Rosją, osiedliło się tu wiele rodzin niemieckich kolonistów i Żydów oraz rodzin ziemiańskich wysiedlonych przez władze carskie ze swoich majątków, skonfiskowanych za udział lub pomoc powstańcom 1863 r. W 1867 r. prawa miejskie straciły pobliskie miasta:Cegłów Kuflew i Jeruzal. Wieś Mrozy administracyjnie należała odtąd do gminy Kuflew w powiecie nowomińskim. Zachodnia część Mrozów, nazywana Wolą Kałuską i Dębkowizną, należała do Żydów, przybywających z Kałuszyna. Po odzyskaniu przez Polskę niepodległości w 1918 r. wieś Mrozy administracyjnie należała do gminy Kuflew, parafii Kuflew i Kałuszyn; liczyła 1080 mieszkańców i ok. 100 domów, w tym 4 murowane, a ziemia o pow. 866 morgów była w posiadaniu włościan i kolonistów niemieckich. Mrozy nie były jednolite etnicznie, dzieliły się na trzy grupy narodowo-wyznaniowe: polską, żydowską i niemiecką. Wraz z napływem ludności stałej i gości, rozwijały się usługi, handel i rzemiosło. W okresie międzywojennym czynnych było 5 młynów wodnych, targi duże i małe, działał tartak, 2 fabryki wyrobu wód gazowanych, zakład dla handlu win i wódek, hurtownia piwa, 4 karczmy, 3 fryzjernie, 3 zakłady szewskie, 4 ślusarsko-kowalskie, 1 fotograficzny, 4 herbaciane, 5 piekarni, 2 warsztaty masarskie ze sklepami, 3 jatki mięsne, 20 sklepów spożywczych oraz sklep ze słodyczami i bilardem, w którym prowadzono również działalność rozrywkową. Czynna była 7-klasowa Szkoła Powszechna, apteka, agencja pocztowa, posterunek policji, Spółdzielnia Stowarzyszenia Spożywco „Udziałówka”, czytelnia publiczna. W 1931 r. utworzono parafię w Mrozach. Dla uczczenia bohaterstwa i pamięci o poległych, wybudowano w Mrozach pomnik: Bohaterom gm. Kuflew. Podczas II wojny światowej miejscowe społeczeństwo ofiarnie uczestniczyło w walce z najeźdźcą, czego przykładem były „tajne komplety”, ruch oporu, zorganizowany szpital wojskowy i pomoc dzieciom Zamojszczyzny. Z tradycji „tajnych kompletów”, po wojnie powstało liceum ogólnokształcące. W latach 1981–1990 wybudowano w Mrozach aptekę, świetlice wiejską, dom nauczyciela, internat i ośrodek rehabilitacji przy liceum ogólnokształcącym, rozbudowano szkołę podstawową, urząd gminy, strażnicę, zakupiono i zaadaptowano lokal dla biblioteki. Pobudowano remizę strażacką OSP w Lipinach i Małej Wsi, świetlicę w Mrozach Południowych, Szkołę Podstawową w Grodzisku, wyremontowano wiele dróg na terenie całej gminy, na ulicach wykonano nawierzchnię asfaltową, inne poszerzono i utwardzono położone chodniki. Po pożarze drewnianych pobudowano nowe kościoły w Mrozach i Kuflewie. Po wojnie siedzibę gminy Kuflew przeniesiono do Mrozów. W 1954 Mrozy stały się gromadą, a w 1973 r. – gminą. Miejscowość była centralnym ośrodkiem społeczno-gospodarczym i kulturalnym gminy. Rosły nowe potrzeby i inicjatywy rozbudowy placówek użyteczności publicznej. Po zelektryzowaniu linii kolejowej w 1975 r., Mrozy zaczęły rozrastać się coraz bardziej. Łatwy dojazd do pracy i szkół w miastach, spowodował wzrost migracji. Komunikacja kolejowa i autobusowa, rozwijająca się infrastruktura i rzemiosło, istniejąca szkoła średnia z internatem oraz klimat, były powodem wzrostu liczby mieszkańców wsi. Na początku lat 80. mieszkało w Mrozach ok. 2600 osób, w gminie Mrozy, liczącej 28 sołectw – 9500 osób. Poprzez wybudowanie pawilonów powstało centrum handlowe w Mrozach. Wybudowano oczyszczalnię ścieków wraz z kanalizacją w części ulic. Ponadto wybudowano sieć wodociągową we wsiach: Sokolnik, Dąbrowa, Mała Wieś, Wola Rafałowska, Wola Paprotnia, Kruki, Mrozy, Rudka, Natolin, Grodzisk.

## Demografia
Dane z 30 czerwca 2014:
| Opis                              | Ogółem | Ogółem | Kobiety | Kobiety | Mężczyźni | Mężczyźni |
| --------------------------------- | ------ | ------ | ------- | ------- | --------- | --------- |
| Jednostka                         | osób   | %      | osób    | %       | osób      | %         |
| Populacja                         | 8765   | 100    | 4446    | 50,8    | 4310      | 49,2      |
| Gęstość zaludnienia [mieszk./km²] | 60,3   | 60,3   | 30,6    | 30,6    | 29,7      | 29,7      |

## Sołectwa
Borki, Choszcze, Dąbrowa, Dębowce, Gójszcz, Grodzisk, Guzew, Jeruzal, Kołacz, Kruki, Kuflew, Lipiny, Lubomin, Łukówiec, Mała Wieś, Mrozy 3 sołectwa (Mrozy, Mrozy Południe, Mrozy Wola), Natolin, Płomieniec, Porzewnica, Rudka, Skruda, Sokolnik, Topór, Trojanów, Wola Paprotnia, Wola Rafałowska
Miejscowości podstawowe bez statusu sołectwa: Barania Ruda, Gajówka Bernatowizna, Gajówka Florianów, Gajówka Gójszcz, Jeziorek, Rudka-Sanatorium

## Sąsiednie gminy
Cegłów, Kałuszyn, Kotuń, Latowicz, Wodynie